# 森直美
森 直美（もり なおみ、1987年6月3日 - ）は、フリーアナウンサー。元静岡朝日テレビ（SATV）の女性アナウンサー。広島の事務所F.D.K.に所属。2023年2月、プロバスケット・ベルテックス静岡のクラブパートナーシップ・エヴァンジェリストに就任。

## 来歴
兵庫県姫路市出身。血液型はO型。賢明女子学院高校、同志社大学政策学部を卒業後、2010年に静岡朝日テレビに入社。同期のアナウンサーは高橋圭太、広瀬麻知子。入社当時からスポーツ番組の担当を熱望していたが、翌年それを叶えている。趣味ではゴルフを始めている。
大学時代は第四十代「姫路お城の女王」を務めたほか、日本テレビ系『恋のから騒ぎ』（15期生）にも出演していた。
アナウンススクール「セイアカデミー」出身。
2015年10月から、それまでの相場詩織に代わって、『しずおかwktk（ワクテカ）プロジェクト』の2代目SATV代表として、女子アナユニット『4siz（フォーシズ）』に加入。2017年4月より佐野伶莉が後任となる。
2020年3月16日、7歳年上の一般男性と結婚。同年6月、夫が広島在住であることから同居生活を選択し、6月末日を以て担当番組を全て降板して静岡朝日テレビを退社した。10月7日、第1子女児を出産。
2022年6月6日、ひろしま満点ママ!!コーナー「どこいるLIVE！？」で、広島に来て初のテレビ生中継リポーターを務めた。

## 現在の担当番組
- ひるまえ直送便（NHK）中国地方
- ピタニュー（広島ホームテレビ）

## 過去の担当番組
- 全国高校野球選手権大会中継（2011年） - リポーター
- 東京一人暮らし2011 〜芸能人が教える東京ライフスタイル〜（2011年、ANN系関東近県ネット） - MC
- スポーツパラダイス（2011年4月 - 2020年6月）進行
- ご当地グルメ探偵団（2011年・2012年・2016年、ANN系中部ブロックネット） - 静岡代表
- クイズ!静岡&沖縄 ご当地グルメ争奪戦（2012年12月22日） - 琉球朝日放送との共同制作
- 美味しいのはどっちだ! 静岡vs広島 グルメバトル（2015年2月21日、9月5日） - 広島ホームテレビとの共同制作
- 戦国サバイバル 家康に学べ!〜人生大逆転の極意〜（2015年2月22日） - アシスタント
- 小島よしおのOH!パッピーな休日in静岡（2015年4月25日）
- 朝だ!生です旅サラダ（朝日放送）（2015年8月15日） - 中継リポーター
- とびっきり!しずおか（水 - 金・2016年10月 - 2020年6月26日） - サブMC[11]
- ANNあさひテレビニュース
- ひろしま満点ママ!!（2022年 、テレビ新広島）「どこいるLIVE！？」リポーター

## イベント
- 森会 MORIKAI（2022年12月 - ）

## 連載
- TVnavi 静岡版（2011年11月号 - 2012年4月号）